# Rhogeessa parvula
Rhogeessa parvula é uma espécie de morcego da família Vespertilionidae. Endêmica do México, onde pode ser encontrada de Sonora a Oaxaca e nas ilhas Trés Marías.